# Larissa Ramos
Larissa Ramos Ribeiro Tramontin (sinh ngày 04 tháng 2 năm 1989) là một nữ hoàng sắc đẹp đến từ Brazil. Cô từng đoạt giải Hoa hậu Trái Đất Brazil 2009 và Hoa hậu Trái Đất 2009, trở thành người Brazil thứ hai trong lịch sử giành được danh hiệu này. (người đầu tiên đoạt vương miện là Priscilla Meirelles vào năm 2004).

## Hoa hậu Trái Đất Brazil 2009
Đại diện cho bang Amazonas, Larissa Ramos Ribeiro Ramos giành danh hiệu Hoa hậu Trái Đất Brazil 2009. Cô đã được trao vương miện bởi Tatiane Alves, Hoa hậu Trái Đất Brazil 2008 vào ngày 28 tháng 11 năm 2008 tại Belo Horizonte, Minas Gerais, Brazil.
Cuộc thi hoa hậu quốc gia là cuộc thi bao gồm 27 thí sinh chiến thắng cuộc thi hoa hậu từ 26 bang của Brazil và Federal District. Ramos mới 19 tuổi vào thời điểm cô được trao vương miện. Với chiều cao lên đến 1,78 m, cô đại diện cho đất nước của mình trong cuộc thi Hoa hậu Trái Đất trong lần tổ chức thứ 9.
Cùng đăng quang tại cuộc thi bao gồm nhiều cái tên khác như Hoa hậu Trái Đất Brazil - Không khí (á hậu 1) Naiane Alves từ bang Pará; Hoa hậu Trái Đất Brazil - Nước (Á hậu 2) là cô Luana Athar, người đại diện cho bang Rondônia; và Hoa hậu Trái Đất Brazil - Lửa (Á hậu 3) Debora Lyra, đến từ bang Espírito Santo.